# Prnjavor Veliki
Prnjavor Veliki (cyr. Прњавор Велики) – wieś w Bośni i Hercegowinie, w Republice Serbskiej, w mieście Doboj. W 2013 roku liczyła 63 mieszkańców.